# Рајко Јањанин
Рајко Јањанин (Карловац, 18. јануар 1957) бивши је југословенски и српски фудбалер, репрезентативац Југославије.

## Каријера
Фудбалску каријеру је почео у Карловцу где је играо за млађе категорије. Пуну афирмацију је стекао у загребачком Динаму за који наступао од 1975. до 1980. године. Одиграо је у Динамовом дресу укупно 209 утакмица и постигао 21 гол. Са овим клубом је освојио Куп Југославије 1980. Трофеје је освајао и у редовима београдске Црвене звезде (играо у периоду 1980-1984). Његова најбоља утакмица је била 19. септембра 1984. када је постигао хет-трик за Црвену звезду у победи од 3:2 против Бенфике у оквиру Купа европских шампиона.
У Грчкој је играо за ОФИ са Крита и за атински АЕК. Био је најбољи играч грчког шампионата 1986. године.
За јуниорску и младу репрезентацију Југославије одиграо је укупно 37 мечева. Најбољи играч јуниорског турнира 1974. у шпанском Лас Палмасу.
За А селекцију Југославије је одиграо две утакмице, а у дресу репрезентације тријумфовао је на Медитеранским играма у Сплиту 1979. године.
Након завршетка играчке каријере остао је у фудбалу да ради као тренер. Његов брат Жељко је такође био фудбалер.

## Успеси
Динамо Загреб
- Куп Југославије: 1980.

Црвена звезда
- Првенство Југославије: 1981, 1984.
- Куп Југославије: 1982, 1985.